# Poecilocharax
Poecilocharax is een geslacht van straalvinnige vissen uit de familie van de grondzalmen (Crenuchidae).

## Soorten
- Poecilocharax bovalii Eigenmann, 1909
- Poecilocharax weitzmani Géry, 1965